# 월도프 애스토리아 호텔

월도프 애스토리아 호텔(Waldorf Astoria Hotels & Resorts)은 호텔 체인이다.